# مطراد

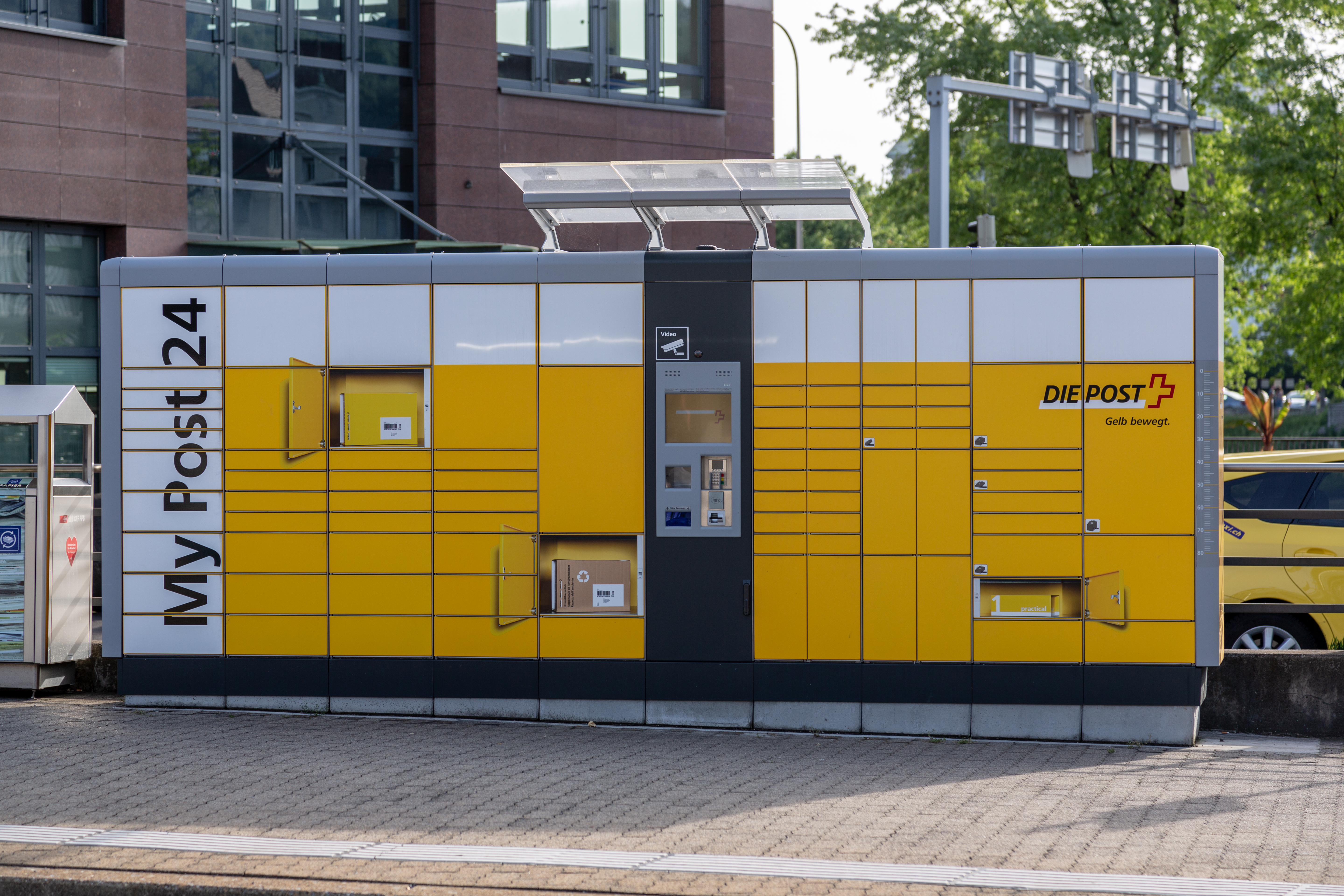
مطراد في سويسرا

المِطراد أو خزانة الطرود أو مقلدة الطرود أو آلة الطرود هي صندوق بريد آلي لشركة بريد يتيح للمستخدمين تسلم الطرود والرسائل كبيرة الحجم بالإضافة إلى إيداعها لإرسالها.